# مینرژی
مینرژی (به انگلیسی: Minergie) برچسب کیفیت ثبت شده برای ساختمان‌های جدید و مرمت کم انرژی مصرف است. این برچسب متقابل توسط کنفدراسیون سوئیس، کانتون سوئیس و اصالت لیختن اشتاین همراه با تجارت و صنعت پشتیبانی می‌کند. برچسب در سوئیس و در سراسر جهان ثبت نام و بنابراین در برابر استفاده غیرمجاز محافظت می‌شود. برچسب Minergie فقط برای ساختمان‌ها، خدمات و قطعات است؛ که در واقع پاسخگویی به استاندارد Minergie استفاده می‌شود.
ساختمان به استانداردهای Minergie به معنی ارائه درجه بالا، پاکت ساختمان هوا تنگ و تجدید مداوم هوا در ساختمان با استفاده از یک سیستم تهویه با انرژی کارآمد. مصرف انرژی خاص به عنوان شاخص اصلی برای تعیین کمیت کیفیت مورد نیاز ساختمان استفاده می‌شود. به این ترتیب، یک ارزیابی قابل اعتماد می‌توانید مطمئن باشید. فقط انرژی نهایی مصرف مرتبط است.
در حال حاضر حدود ۱۳ درصد از ساختمان‌های جدید و ۲٪ از پروژه‌های نوسازی می Minergie گواهی. این ساختمان بیشتر مسکونی هستند. اهداف ملی SwissEnergy # زیرساخت و محیط زیست تماس برنامه سوئیس برای ۲۰ درصد از ساخت و ساز جدید و ۵/۱۰ درصد از پروژه نوسازی به Minergie گواهی شده‌است.
استاندارد Minergie تا حدودی قابل مقایسه با آلمان KfW40 (ساختمان‌های جدید) و KfW60 (نوسازی) استانداردها می‌باشد.

## تاریخ
ایده Minergie در سال ۱۹۹۴ توسط هاینز Uebersax و این بازی، RuediKriesi توسعه داده شد، و دو خانه Minergie برای اولین بار در همان سال متوجه شد. Minergie به عنوان یک علامت تجاری برای جلوگیری از سوءاستفاده به ثبت رسید. در سال ۱۹۹۷ آن را توسط سوئیس استان زوریخ و برن به دست آورد. در سال ۱۹۹۸ انجمن Minergie حال حاضر، تأسیس شد و اولین استاندارد آن، برچسب Minergie برای ساختمان‌های کم انرژی مصرف، منتشر شد. در پایان سال ۲۰۰۱، یک استاندارد بیشتر، دقیق تر برای مسکن به اصطلاح منفعل، معرفی شد Minergie-P. از آن زمان، برنامه‌های کاربردی بیشتر از برچسب تعریف شده‌است، مانند کسانی که برای اجزای ساختمان خاص است.

## گواهی
صدور گواهینامه بر اساس ارزش برنامه‌ریزی انجام می‌شود و در نتیجه ارائه می‌دهد هیچ تضمینی وجود ندارد که این ارزش‌ها در واقع ملاقات کرد. تحقیقات توسط دانشگاه علوم کاربردی، کسب و کار و مددکاری اجتماعی در سنت گالن، سوئیس، ثابت کرده‌است که پروژه‌های بازسازی و خانه‌های تک خانواری بهتر از استاندارد می‌باشد. ساختمان‌های مسکونی بزرگتر گاهی اوقات کاملاً استاندارد برآورده نمی‌کنند.
به‌طور عمده، Minergie توصیه ساخت و ساز ساختمان جمع و جور، به خوبی عایق و هوا تنگ به منظور دستیابی به استانداردهای مصرف انرژی خوب است. ساختمان باید با یک سیستم هوای تجدید خودکار با بازیابی حرارت نصب شده‌است. هزینه برای صدور گواهینامه عنوان شده‌است. (آن‌ها عبارتند از: ۹۰۰ فرانک سوئیس برای خانه‌های که کمتر از 500m2. ۱۱۰۰ فرانک برای پروژه‌های تجاری معادل اندازه و ۱۶۰۰، ۳۵۰۰ و ۱۰۰۰۰ برای پروژه‌های بین ۵۰۰ تا ۲۰۰۰ متر مربع، ۲۰۰۰ و ۵۰۰۰، و بیش از ۵۰۰۰ متر مربع، به ترتیب )

## سیستم حسابرسی و تأیید
برای تمام دسته‌بندی ساختمان تازه ساخته شده به جز خانه‌های تک خانواری مصرف انرژی انتظار می‌رود در هر سطح باید اعلام کرد و تأیید شده‌است. برای خانه‌های تک خانواری جدید و بلوک آپارتمان ۳۸ کیلووات ساعت / متر مربع / سال نباید از آن تجاوز شود. برای پروژه‌های نوسازی مقدار محدود ۶۰ کیلووات ساعت / متر مربع / سال است. به دلایل سادگی، مصرف انرژی برای آماده‌سازی آب گرم در این ارقام شامل. برای ساختمان‌های در ارتفاعات بالاتر از ۸۰۰ متر، مقادیر افزایش یافته‌است. ساختمان‌های جدید نیز باید کمتر یا ۰٫۹ تغییرات هوا در ساعت برابر با ۵۰ پاسکال نشت با توجه به رده ساختمان، الزامات مختلف را ساخته می‌شوند: برای خانه‌های تک خانواری و بلوک آپارتمان، رستوران‌ها و استخرهای سرپوشیده سیستم تهویه با بازیابی حرارت است compulsory.In به این ترتیب، می‌توان آن را تضمین شده‌است که ساختمان Minergie تنها صرفه جویی در انرژی نیست، بلکه توسط ساکنان خود راحت در نظر گرفته. برای ادارات، مدارس و فروش مکان، یک مفهوم نور با انرژی کارآمد با توجه به استاندارد سوئیس SIA 380/4 تجویز می‌شوند.

## راه حل‌های استاندارد
پنج راه حل‌های استاندارد ساده در دسترس برای خانه‌های تک خانواری می‌باشد. این‌ها هستند:
1. گرمایش و آماده‌سازی آب گرم بیش از کل سال با استفاده از پمپ گرما با زمین پروب به عنوان منبع انرژی
2. چوب اخراج گرم و آماده‌سازی آب گرم با استفاده از گردآورنده خورشیدی
3. اتوماتیک حرارت از پلت اخراج و آب داغ آماده‌سازی
4. استفاده از حرارت مرکزی با حرارت زباله
5. حرارت مبتنی بر حرارت پمپ آب و هوا و آماده‌سازی آب گرم است.

علاوه بر این، سطح بالایی از عایق توصیه می‌شود. سیستم تهویه با بازیابی حرارت نیز برای نامیده می‌شود.